# Cantó de Chagny
El cantó de Chagny és un cantó francès del departament de Saona i Loira, situat al districte de Chalon-sur-Saône. Té 14 municipis i el cap és Chagny.

## Municipis
- Aluze
- Bouzeron
- Chagny
- Chamilly
- Chassey-le-Camp
- Chaudenay
- Demigny
- Dennevy
- Fontaines
- Lessard-le-National
- Remigny
- Rully
- Saint-Gilles
- Saint-Léger-sur-Dheune

## Història
| Data d'elecció                           | Identitat                   | Partit               | Qualitat |
| ---------------------------------------- | --------------------------- | -------------------- | -------- |
| 1945-1988                                | France Lechenault           | radical, després PRG |          |
| 1988-                                    | Claudette Brunet-Lechenault | PRG                  |          |
| les dades anteriors no són pas conegudes |                             |                      |          |
|                                          |                             |                      |          |

## Demografia
| A partir de 1990: Població sense dobles comptes |